# Головко Дмитро (хорунжий)
Дмитро Головко (нар.? — ? 1919/1920 рр.) — чотовий гарматної сотні полку Чорних запорожців. Військове звання — хорунжий Армії УНР.

## Біографія
Головко Дмитро виявив героїзм у бою 16 листопада 1920 р. проти бронепотяга «Красноармеец». Разом з хорунжим Голємбовським (ройовий полку Чорних запорожців, гармаш) підбив його в нерівному бою, завдяки чому Чорні захопили бронепотяг, на озброєнні якого було 6 гармат, 16 кулеметів і багато набоїв.
Його прізвище фігурує у списку поранених і хворих, яких залишили на лікування, й тих, хто загинув під час Зимового походу.
Лицар Залізного хреста.